# Victoria University of Manchester

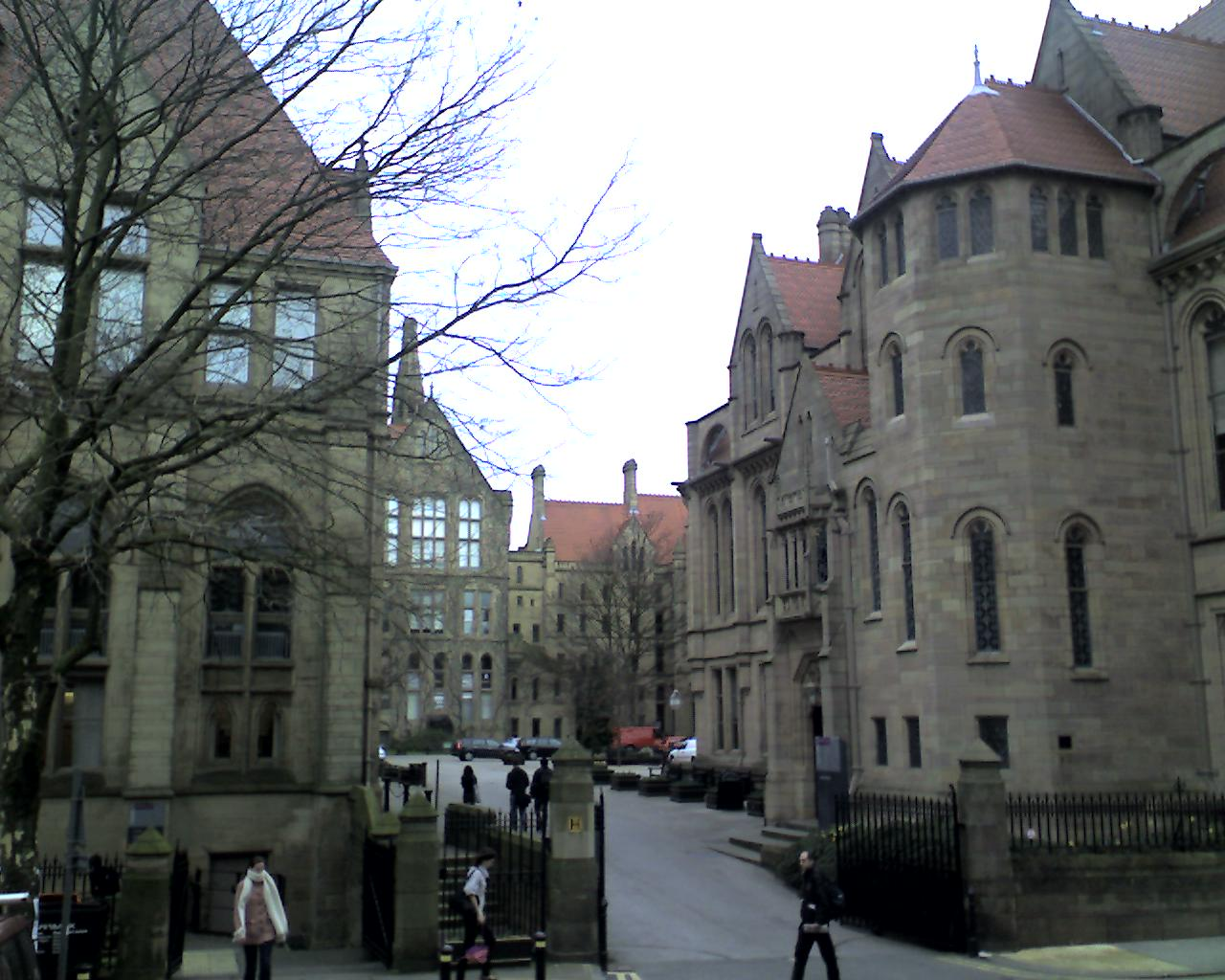
Victoria University of Manchester

Victoria University of Manchester var ett universitet i Manchester, Storbritannien. Grundat 1851 som Owens College (efter textilhandlaren John Owens) erhöll det sin Royal Charter 1880 och blev i samband med detta den första institutionen under det federala Victoria University.
I oktober 2004 slogs Victoria University of Manchester samman med UMIST och bildade ett av Storbritanniens största universitet University of Manchester.